# Мэдли, Роберт
Ро́берт Мэ́дли (англ. Robert Madley; род. 6 октября 1985, Уэйкфилд, Уэст-Йоркшир), также известный как Бо́бби Мэ́дли — английский футбольный арбитр, который обслуживал матчи Премьер-лиги, а также английские национальные кубковые турниры.

## Судейская карьера
Мэдли начал судейскую карьеру в 2001 году. С 2010 года обслуживает матчи Футбольной лиги.
В 2012 году был включён в список пятых судей ФИФА.
27 апреля 2013 года отсудил свой первый матч в Премьер-лиге. Это была игра «Саутгемптон» — «Вест Бромвич Альбион» на стадионе «Сент-Мэрис». Мэдли удалил в этом матче двух игроков «Саутгемптона» и одного игрока «Вест Бромвича». 
В июне 2013 года был включён в список судей, обслуживающих матчи Премьер-лиги.
В апреле 2015 года был назначен главным арбитром на оба финала Молодёжного кубка Англии между «Челси» и «Манчестер Сити».
В начале 2016 года был включён в список судей ФИФА.
В 2018 году завершил судейскую карьеру.